# Tim Lane
Pour les articles homonymes, voir Lane.
Pas d'image ? Cliquez ici

a Compétitions nationales et continentales officielles uniquement.

b Matchs officiels uniquement.
Dernière mise à jour le 1 juillet 2024.
Tim Lane, né le 24 novembre 1959 à Coonabarabran (Australie), est un joueur international australien et entraîneur de rugby à XV.
Comme joueur, il évolue aux postes de centre ou de demi d'ouverture et est international à 3 reprises. 

## Carrière de joueur
- Wests Rugby  Australie
- New South Wales Waratahs  Australie
- 1982 : Rieti  Italie

## Carrière d'entraîneur
- 1996-1998 : Manly RUFC  Australie
- 1998-2000 : équipe d'Australie (entraîneur adjoint)  Australie
- 2000 : Waratahs (entraîneur adjoint)  Australie
- 2000-2001 : AS Montferrand  France
- 06/2001-03 : équipe d'Afrique du Sud (entraîneur adjoint, chargé des lignes arrières, aux côtés de Harry Viljoen)  Afrique du Sud
- 01/2002-02/2002 : Renegades, équipe composée de joueurs non retenus par les quatre équipes sud-africaines du Super 12 (4 matchs contre les franchises du Super 12)  Afrique du Sud
- Février 2002 : Saracens (entraîneur adjoint ; prêté par la fédération sud-africaine au club anglais pendant quatre semaines pour remplacer Francois Pienaar démissionnaire, il refuse de s’engager pour une plus longue période pour des raisons personnelles, sa famille étant installée au Cap depuis à peine un an)  Angleterre
- 2003-05/2004 : Cats (Johannesburg, Super 12) (congédié au milieu de sa deuxième saison après plus d’une année sans victoire)  Afrique du Sud
- 2004-2005 : équipe d'Italie (aux côtés de John Kirwan)  Italie
- 2005-2006 : Ricoh Black Rams (Top League)  Japon
- Juin 2006-Novembre 2006 : CA Brive  France
- Janvier 2007-Juin 2007 : RC Toulon (manager sportif puis entraîneur aux côtés de Jean-Jacques Crenca et Franck Comba)  France
- Février 2008-Juin 2010  Géorgie
- 2012-2013 : Équipe des Tonga de rugby à XV  Tonga
- 2013-mars 2015 : Lyon olympique universitaire  France (Manager sportif)

### Bilan en clubs
| Saison           | Club           | Division     | Poste      | Classement                             | Coupe d'Europe | Challenge Européen |
| ---------------- | -------------- | ------------ | ---------- | -------------------------------------- | -------------- | ------------------ |
| 1996 - 1997      | Manly RUFC     | Shute Shield | Entraineur | Vainqueur                              | -              | -                  |
| 1997 - 1998      | Manly RUFC     | Shute Shield | Entraineur |                                        | -              | -                  |
| 2000             | Waratahs       | Super 12     | Adjoint    | 9e                                     | -              | -                  |
| 2000-2001        | AS Montferrand | Top 16       | Entraineur | Défaite en finale                      | -              | Éliminé en poule   |
| 2003             | Cats           | Super 12     | Entraineur | 12e                                    | -              | -                  |
| 2007             | RC Toulon      | PRO D2       | Manager    | 4e, éliminé en demi-finale d'accession | -              | -                  |
| 2013-2014        | Lyon OU        | PRO D2       | Manager    | Champion de France Pro D2              | -              | -                  |
| 2014 - mars 2015 | Lyon OU        | Top 14       | Manager    | 13e (à son départ)                     | -              | Éliminé en poule   |

### Bilan en sélection
| Année | Sélection      | Tournoi                                    | Poste         | Classement IRB à la fin de l'année | Tournoi   | Coupe du Monde             |
| ----- | -------------- | ------------------------------------------ | ------------- | ---------------------------------- | --------- | -------------------------- |
| 1998  | Australie      | Tri-Nations                                | Arrières      | -                                  | 2e        | -                          |
| 1999  | Australie      | Tri-Nations                                | Arrières      | -                                  | 2e        | Champion du Monde          |
| 2001  | Afrique du Sud | Tri-Nations                                | Arrières      | -                                  | 3e        | -                          |
| 2002  | Afrique du Sud | Tri-Nations                                | Arrières      | -                                  | 3e        | -                          |
| 2003  | Afrique du Sud | Tri-Nations                                | Arrières      | 5e                                 | 3e        | Éliminé en quart-de-finale |
| 2004  | Italie         | Six Nations                                | Arrières      | 11e                                | 5e        | -                          |
| 2005  | Italie         | Six Nations                                | Arrières      | 12e (à son départ en avril)        | 6e        | -                          |
| 2008  | Géorgie        | Championnat européen des nations 2008-2010 | Sélectionneur | 14e                                | Vainqueur | -                          |
| 2009  | Géorgie        | Championnat européen des nations 2008-2010 | Sélectionneur | 17e                                | Vainqueur | -                          |
| 2010  | Géorgie        | Championnat européen des nations 2008-2010 | Sélectionneur | 17e (à son départ en juin)         | Vainqueur | -                          |

## Palmarès de joueur
- 3 sélections (1985, 2 essais, huit points).

Premier test : 15 juin 1985 contre le Canada.
Dernier test : 29 juin 1985 contre la Nouvelle-Zélande.
13 autres matchs pour les Wallabies contre des sélections provinciales en tournée.
Il participe à la tournée de 1984 dans les îles Britanniques, le Grand Slam Tour au cours de laquelle les Wallabies gagnèrent tous leurs matchs, dont les tests contre les quatre équipes britanniques, mais sans jouer une seule rencontre.

## Palmarès d'entraîneur
- Champion du Monde : 1999 avec l'Australie en tant qu'entraîneur adjoint
- Entraîneur assistant de l'Afrique du Sud lors de la coupe du monde 2003
- Finaliste du championnat de France 2001
- Champion de France de Pro D2 : 2014

## Distinction personnelle
- Nuit du rugby 2014 : Meilleur staff d'entraîneur de la Pro D2 (avec Olivier Azam) pour la saison 2013-2014